# Агабейли (Агджабединский район)
Агабейли (азерб. Ağabəyli) — село в Агабейлинском административно-территориальном округе Агджабединского района Азербайджана.

## Этимология
Название села происходит от рода Агабейли.

## История
В 1926 году согласно административно-территориальному делению Азербайджанской ССР село относилось к дайре Агджабеды Агдамского уезда.
После реформы административного деления и упразднения уездов в 1929 году был образован Гаджибеделлинский сельсовет в Агджабединском районе Азербайджанской ССР.
Согласно административному делению 1961 и 1977 года село Агабейли входило в Гаджибеделлинский сельсовет Агджабединского района Азербайджанской ССР.
В 1999 году в Азербайджане была проведена административная реформа и внутри Агабейлинского административно-территориального округа был учрежден Агабейлинский муниципалитет Агдашского района.

## География
Агабейли расположен на берегу рек Каркарчай и Гаджибабакобусу.
Село находится в 5 км от райцентра Агджабеди и в 288 км от Баку. Ближайшая железнодорожная станция — Агдам (действующая — Халадж).
Село находится на высоте 23 метра над уровнем моря.

## Население
| Численность населения | Численность населения | Численность населения |
| 1984                  | 1999                  | 2009                  |
| --------------------- | --------------------- | --------------------- |
| 250                   | ↗457                  | ↗526                  |

Население преимущественно занимается растениеводством и животноводством.

## Климат
| Показатель                                             | Янв. | Фев. | Март | Апр. | Май  | Июнь | Июль | Авг. | Сен. | Окт. | Нояб. | Дек. | Год  |
| ------------------------------------------------------ | ---- | ---- | ---- | ---- | ---- | ---- | ---- | ---- | ---- | ---- | ----- | ---- | ---- |
| Средний суточный максимум, °C                          | 6,4  | 7,6  | 11,1 | 18,8 | 23,7 | 28,6 | 31,7 | 31,4 | 26,5 | 21,2 | 14,0  | 8,6  | 19,1 |
| Средняя температура, °C                                | 2,6  | 3,7  | 6,8  | 13,4 | 18,3 | 23,1 | 25,9 | 25,3 | 21,2 | 16,4 | 10,0  | 4,8  | 14,3 |
| Средний суточный минимум, °C                           | −1,2 | −0,1 | 2,6  | 8,1  | 12,9 | 17,6 | 20,2 | 19,2 | 16,0 | 11,6 | 6,0   | 1,0  | 9,5  |
| Норма осадков, мм                                      | 23   | 26   | 31   | 43   | 50   | 37   | 15   | 18   | 23   | 43   | 28    | 35   | 372  |
| Источник: http://en.climate-data.org/location/992259/6 |      |      |      |      |      |      |      |      |      |      |       |      |      |

Среднегодовая температура воздуха в селе составляет +14,3 °C. В селе полупустынный климат.

## Инфраструктура
В селе расположены средняя школа, библиотека, клуб, медицинский пункт, детский сад, шерстяной завод.